# Сестрички с выкидными лезвиями
«Сестрички с выкидными лезвиями» (англ. Switchblade Sisters), также известен как «The Jezebels» и «Playgirl Gang» — американский боевик 1975 года, снятый режиссёром эксплуатационных фильмов Джеком Хиллом и описывающий жизнь молодёжной банды, состоящей лишь из девушек. Фильм является одним из любимых у Квентина Тарантино и в 1996 году был перевыпущен на его собственном лейбле Rolling Thunder Pictures. Эта версия включает комментарии Хилла и Тарантино. Теглайн: «So Easy to Kill, So Hard to Love» — «Так легко убить, так сложно любить».

## Сюжет
Мэгги (Джоанн Нэйл) переезжает в другую часть города и переводится в новую школу, которая по сути контролируется Серебряными кинжалами (англ. Silver Daggers) — жестокой бандой, состоящей из парней. Их подружки входят в женскую банду Дэггер Дебс (англ. Dagger Debs), подчиняющуюся Кинжалам. Дэггер Дебс избивают судебного конфискатора, работающего на их территории, и отправляются в закусочную. В закусочной происходит стычка между Мэгги и Пэтч (Моника Гейл), члена Дебс, у которой нет одного глаза. В это время к закусочной подъезжают полицейские вместе с избитым конфискатором и арестовывают всех Дебс и Мэгги. Их отправляют в исправительную колонию для несовершеннолетних, где надзиратель-лесбиянка «Мамаша» Смэкли (Кейт Мартэг) вместе с двумя помощницами пытается изнасиловать Мэгги, так как она новенькая и не состоит в банде. В конечном счёте, Дэггер Дебс спасают её. Их лидер Лэйс (Рибби Ли) симпатизирует Мэгги и доверяет ей передачу любовной записки своему парню Доминику (Ашер Броунер) — главарю Кинжалов, так как Мэгги выходит на свободу раньше остальных. Мэгги отправляется в логово Кинжалов и передаёт ему записку. Под давлением других членов банды Доминик читает её вслух, что выводит из себя Мэгги, она даёт ему пощёчину и уходит. На входе в свою квартиру Мэгги настигает Доминик и насилует её.
После встречи с Мэгги Доминик пытается ухлёстывать за ней и пренебрегает Лэйс, но Мэгги, хотя тоже испытывает к нему чувства, отвергает его, потому что считает Лэйс своей подругой. Близкая дружба Лэйс с Мэгги вызывает ревность Пэтч, которая была до этого её лучшей подругой и заместителем и лишилась глаза ради банды.
Лэйс рассказывает Доминику, что у них будет ребёнок и что она узнала о беременности во время медицинского обследования в колонии. Доминик не признаёт отцовства и отказывается от заботы о ребёнке, предлагая ей сделать аборт. Тем временем Серебряные кинжалы развязывают войну с другой бандой, недавно переведённой в их школу. После того, как главарь этой банды Крабс (Чес Ньюхарт) стреляет в брата Доминика и инициирует групповое изнасилование одной из Дебс, Мэгги предлагает напасть на людей Крабса на местном катке, где каждую пятницу он катается на роликах вместе со своей бандой. План нападения терпит крах после того, как люди Крабса достают винтовки, а Крабс убивает Доминика и сильно бьёт в живот Лэйс, что приводит к выкидышу.
Пока Лэйс выздоравливает в больнице, Мэгги берёт лидерство в группе на себя, выгоняет всех парней и меняет название «Дэггер Дебс» на «Джезебелс» (англ. The Jezebels). Она объединяется с Мафф (Марлин Кларк) — предводительницей афроамериканских революционеров, для борьбы с Крабсом, в чьём районе он под видом социальной помощи подсаживает детей на наркотики. Они собираются напасть на его банду во время следующей «социальной помощи», но Мэгги предупреждает всех, что Крабс нужен ей живым, чтобы выяснить кто предатель.
Мэгги подозревает, что кто-то из её группы предупредил Крабса о готовящемся нападении на катке, не зная, что Пэтч уже узнала настоящего предателя: Лэйс, которая собиралась отомстить Доминику за отказ от ребёнка, выдала планы Крабсу, в обмен на его обещание убить Мэгги, и не ранить Доминика. Пэтч соглашается не выдавать Лэйс, и предлагает во время нападения на банду Крабса, застрелить его прежде, чем он сможет всё выдать Мэгги.
В убежище Джезебелс во время празднования победы над бандой Крабса Лэйс и Пэтч пытаются убедить банду, что предателем была Мэгги. Члены банды отказываются верить словам Лэйс и в итоге она вступает с Мэгги в схватку на ножах. Мэгги вонзает нож в горло Лэйс и в это время в убежище врывается полиция, поджидавшая снаружи для получения оснований на возбуждение против банды серьёзного дела. Во время ареста все участницы банды гордо называют себя членами Джезебелс, но когда Пэтч называет себя также одной из Джезебелс, остальные отрицают её принадлежность к ним. Когда покрытую кровью Мэгги затаскивают в полицейский фургон вместе с другими членами банды, у неё случается истерика и она начинает кричать, что Джезебелс ещё вернутся.

## Актёры
| Актёр           | Роль            |
| --------------- | --------------- |
| Робби Ли        | Лэйс            |
| Джоанн Нэйл     | Мэгги           |
| Моника Гейл     | Пэтч            |
| Ашер Броунер    | Доминик         |
| Чес Ньюхарт     | Крабс           |
| Марлин Кларк    | Мафф            |
| Китти Брюс      | Пончик          |
| Дженис Кэрман   | Банни           |
| Дон Старк       | Хук             |
| Дон Марино      | Гайдо           |
| Хелен Нельсон   | Черри           |
| Билл Адлер      | Фингерс         |
| Пол Лайчтман    | мистер Клатч    |
| Джей Си Джонсон | директор Визел  |
| Кейт Мартэг     | «Мамаша» Смэкли |

## Производство
Хотя в «Сестричках с выкидными лезвиями» мир женских банд показан нереалистичным, по утверждению режиссёра Джека Хилла, перед съёмками фильма он брал интервью у членов реальных женских банд.

Рабочими названиями фильма были Playgirl Gang и The Jezebels. В комментарии к DVD Хилл заявил, что по его мнению «недостаточно людей знают, кто такая Иезавель», поэтому было выбрано название Switchblade Sisters, хотя эта фраза и не звучала в фильме.

Фильм не имел успеха в прокате.

## Влияние на культуру
Квентин Тарантино переиздал фильм в 1996 году на своей студии Rolling Thunder Pictures. Помимо этого, влияние фильма прослеживается и в творчестве самого Тарантино. Наиболее известная отсылка — персонаж Элли Драйвер из Убить Билла, сильно вдохновлённый Пэтч. Обе — длинноволосые блондинки, одноглазые заместители главаря, которые враждебно относятся к новичку — в «Сестричках» к Мэгги, в «Убить Билла» к Беатрикс Киддо.
В аудиокомментариях к фильму, Хилл и Тарантино сравнили Пэтч с Яго, помощником Отелло из пьесы Уильяма Шекспира.
Исполнительница роли Пончика Китти Брюс — дочь комика Ленни Брюс. Одну из помощниц Мамаши Смэкли, обозначенную в титрах как «Matron #1» сыграла каскадёр Дженни Эппер. Позже, Эппер сыграла жену священника в первом сегменте Убить Билла. Фильм 2. Робби Ли, сыгравшая Лэйс, и Дженис Кэрман, сыгравшая Банни, позже стали актрисами озвучивания детских мультфильмов. Ли озвучивала нескольких персонажей в оригигальных сериях Яркой Радуги, а Кэрман озвучивала Теодора из мультсериала Элвин и бурундуки. Дон Старк, сыгравший Хука, сегодня известен по роли Боба Пинчотти в телесериале Шоу 70-х.
В передаче Siskel & Ebert был произведён обзор фильма вместе с другим известным эксплуатейшном Сержант Кабукимен из нью-йоркской полиции.